# ماریا گوردون
ماریا ماتیلده گوردون DBE LLD (زادنام: اوگیلوی؛ ۳۰ آوریل ۱۸۶۴ – ۲۴ ژوئن ۱۹۳۹)، که گاهی با نام‌های می اوگیلوی گوردون یا می گوردون شناخته می‌شود، یک زمین‌شناس، دیرین‌شناس، و سیاستمدار برجسته اسکاتلندی بود. او اولین زنی بود که موفق به دریافت درجه دکترای علوم از دانشگاه لندن و اولین زنی که موفق به دریافت درجه دکترا از دانشگاه مونیخ شد.
او همچنین مدافع و مبارز حقوق و برابری کودکان و زنان بود.

## اوایل زندگی و تحصیل
اوگیلوی در مونیمسک، آبردین‌شایر در آوریل ۱۸۶۴ متولد شد. او بزرگ‌ترین دختر از هشت فرزند (پنج برادر و دو خواهر، یکی از آن‌ها در کودکی فوت کرد) بود.
والدین او، ماریا ماتیلدا نیکول و کشیش آلکساندر اوگیلوی، خانواده‌ای بسیار تحصیل‌کرده بودند. به دلیل ارتباطات و دوستان خانوادگی در مدارس و دانشکده‌های مختلف، که از دستاوردهای پدرش به‌عنوان مدیر کالج رابرت گوردون پس از هشت سال تدریس در یک مدرسه محلی بود، او و خواهر و برادرانش از یک آموزش عمیق برخوردار شدند.
برادر بزرگ‌تر او، فرانسیس گرنت اوگیلوی، نیز یک دانشمند و مدیر موزه علوم لندن بود. در سال‌های نوجوانی، ماریا و فرانسیس زمانی را به صعود و پیاده‌روی در کلبه تابستانی خود در دیساید و در ارتفاعات اختصاص می‌دادند.
از تجربیاتی که او با برادر بزرگ‌ترش داشت، گوردون توانایی فوق‌العاده‌ای در مشاهده همراه با درک سریع و شهود قوی به دست آورد. او همچنین اشتیاقی نسبت به کارهای میدانی پیدا کرد. همین تجربیات بود که جرقه علاقه آن‌ها به زمین‌شناسی را روشن کرد.
در سن نه‌سالگی، ماریا توسط والدینش به مدرسه شبانه‌روزی شرکت تجاری کالج بانوان ادینبرو فرستاده شد. او تا هجده‌سالگی در این مدرسه تحصیل کرد و در طول این هشت سال، به مقام «سرگروه دانش‌آموزان» و بهترین دانش‌آموز مدرسه رسید.
ماریا پیش از ورود به دنیای علم، رؤیای اصلی‌اش تبدیل‌شدن به یک پیانیست حرفه‌ای بود. او با حضور در آکادمی سلطنتی موسیقی لندن، حرفه موسیقی خود را ادامه داد. با وجود توانایی کافی برای اجرا با ارکستر آکادمی، تصمیم گرفت موسیقی را ترک کند و دانش علمی خود را با دریافت مدرک کارشناسی علوم ازدانشگاه هریوت-واتارتقا دهد.
پس از اتمام دوره کارشناسی، او در رشته‌های زمین‌شناسی، گیاه‌شناسی و جانورشناسی در کالج دانشگاهی لندن در سال ۱۸۹۰ تخصص یافت.
در سال ۱۸۹۱، ماریا برای ادامه تحصیل به آلمان سفر کرد و به دانشگاه برلین مراجعه کرد. اما درخواست او رد شد، زیرا در آن زمان زنان اجازه ورود به مؤسسات آموزش عالی در آلمان را نداشتند، حتی با وجود تلاش‌های چندین دوست و همکار با نفوذ، از جمله زمین‌شناس بارون فردیناند فون ریشتهوفن.
پس از این رد شدن، او به همراه ریختوفن و همسرش به مونیخ رفت، جایی که زیر نظر کارل آلفرد ریتر فون زیتل و ریچارد فون هرتویگ به تحصیل و تحقیق پرداخت. در ژوئیه ۱۸۹۱، خانواده ریشتهوفن به دولومیت‌ها سفر کردند و اوگیلوی را نیز به مدت پنج هفته به همراه خود دعوت کردند.
هنگامی که به دولومیت‌ها رسیدند، گوردون از منظره زیبا تأثیر گرفت و با زمین‌شناسی آلپ آشنا شد. در زمانی که او و ریشتهوفن‌ها به مراتع اطراف استوارز رفتند، ماریا بر مطالعه مرجان‌های امروزی متمرکز بود و تصمیم داشت به جای زمین‌شناسی به مطالعه جانورشناسی بپردازد. اما پس از مشاهده مرجان‌های فسیلی باقی‌مانده در استوارز، ریختوفن او را تشویق کرد تا بر زمین‌شناسی تمرکز کند و به نقشه‌برداری و مطالعه در این منطقه نزدیک به دولومیت‌ها بپردازد.
به مدت دو تابستان، گوردون باوجود خطرات، در مناطق مختلف دولومیت‌ها از جمله مناطقی که ریختوفن پیشنهاد داده بود، مانند مناطق سنت کاسیان، کورتینا دامپتزو و شلودرباخ، به کوهنوردی، پیاده‌روی و مطالعه پرداخت.
گوردون شروع به آموزش جمع‌آوران محلی در منطقه کرد تا در توصیف، جمع‌آوری و ثبت فسیل‌هایی که پیدا کرده بودند، دقت بیشتری داشته باشند. از اینجا بود که او انتظار پاسخ‌های کامل و قطعی به سؤالات زمین‌شناسی را داشت و دیگر نمی‌خواست تفسیرها را به آینده موکول کند.
پس از بسیاری از اکتشافات علمی، ماریا به خانه بازگشت و در سال ۱۸۹۵ عاشق شد و با جان گوردون ازدواج کرد. او نیز در زمینه علمی فعالیت می‌کرد و به‌عنوان یک پزشک مشغول به کار بود. برخلاف بسیاری از همسران در آن دوره، جان او را تشویق کرد تا به آرزوهای خود در زمین‌شناسی ادامه دهد و خواهان مشارکت در سفر علمی او بود.
این زوج به همراه چهار فرزندشان به دولومیتی سفر می‌کردند تا به ماریا در پیشبرد مطالعاتش کمک کنند. عشق ماریا به زمین‌شناسی به فرزندانشان نیز منتقل شد، به طوری که یکی از دخترانشان را به نام «کورال» (مرجان) نام‌گذاری کردند.